# Demonstrationerna i Serbien 2024–2025
I november 2024 inleddes en serie massprotester i Novi Sad, Serbien, efter att järnvägsstationens tak kollapsat, vilket ledde till att 15 människor dog och två skadades svårt. Katastrofen chockade landet och underblåste krav på ansvarsutkrävande. 
Stationen hade nyligen renoverats som en del av en kinesiskledd uppgradering av Serbiens järnvägsinfrastruktur. Sedan dess har protesterna och demonstrationerna spridit sig över hela landet. 

## Bakgrund
Den 1 november 2024 kollapsade taket på järnvägsstationen i Novi Sad. Den dramatiska händelsen dödade 15 personer och skadade två. Kollapsen ledde till uppretade stämningar och frågor om varför underhåll och tillsyn var så bristfälligt. Myndigheterna inledde en utredning om orsakerna till händelsen men allmänhetens frustration tilltog ändå. Särskilt eftersom det upplevdes som att myndigheterna i sina svar inte adresserade ansvarsfrågan ordentligt.

## Händelser under 2025
- Den 28 januari avgick landets premiärminister, Miloš Vučević.[3][4]

- Den 15 mars samlades hundratusentals personer i Belgrad för att protestera, vilket var den största demonstrationen någonsin i Serbiens historia. Denna protest kallades för 15 för 15 (serbiska: 15. за 15/15. za 15). Hur många som demonstrerade är inte helt klart. Landets regering uppgav 107 000, medan andra uppgav mellan 275 000 och 300 000 personer.[5][6]

## Reaktioner

### Support från olika personligheter

#### Författare
- Vladimir Arsenijević[7]
- Sonja Atanasijević[8]
- Vladislav Bajac[9]
- Miljenko Jergović[10]
- Dušan Kovačević[11]
- Jasminka Petrović[12]
- Vedrana Rudan[13]
- Milisav Savić[9]
- Ljubomir Simović[14]
- Dejan Stojiljković[15]
- Dragan Velikić[16]
- Marko Vidojković[17]
- Vladislava Vojnović[18]

#### Sport
- Novak Đoković[19]
- Nikola Jović[20]

#### Musik
- Danica Crnogorčević[21]
- Beogradski Sindikat (hiphopband)[22]

#### Film
- Srđan Dragojević[23]

## Bilder

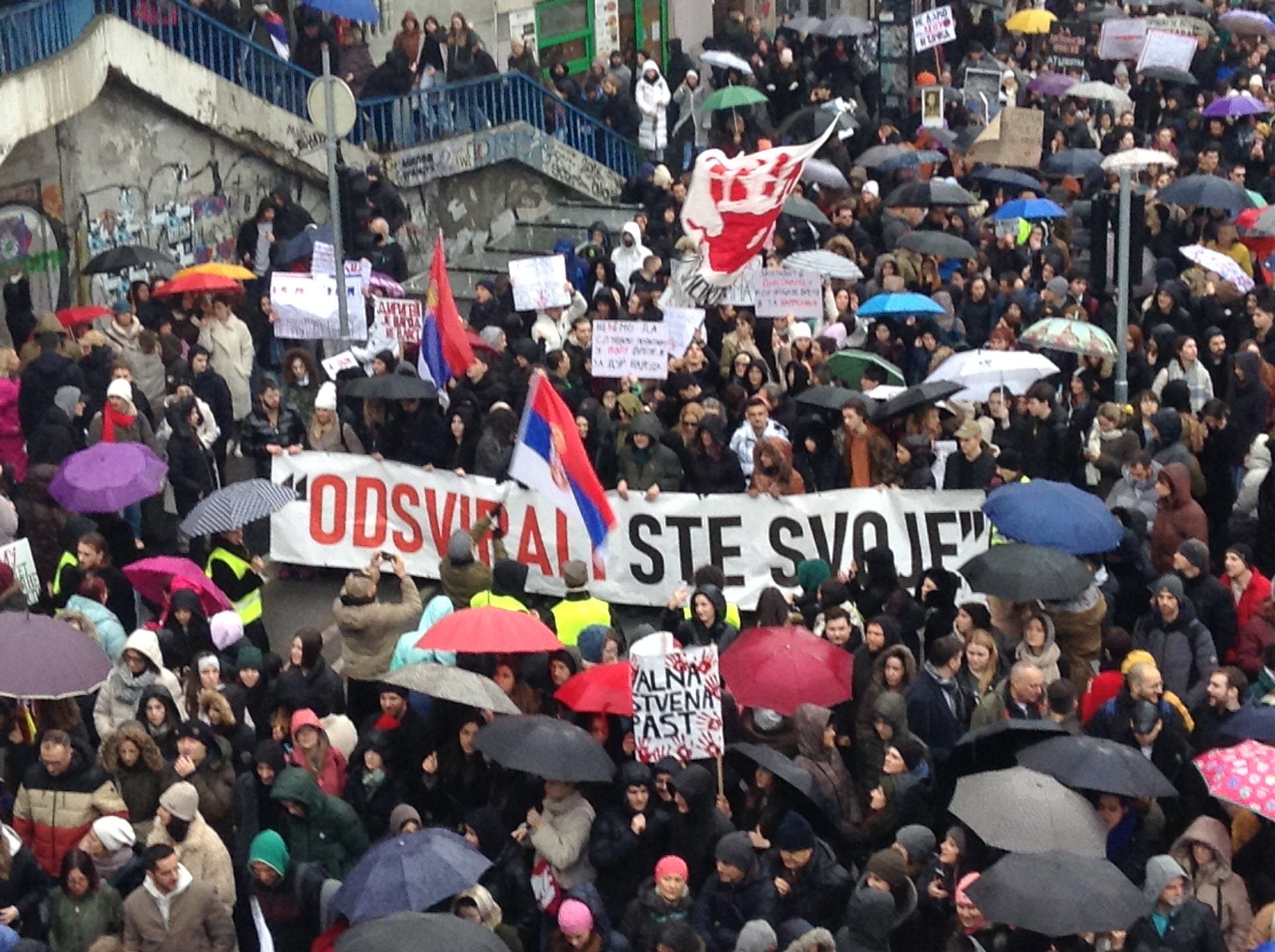
Demonstration i Belgrad (24 januari 2025).
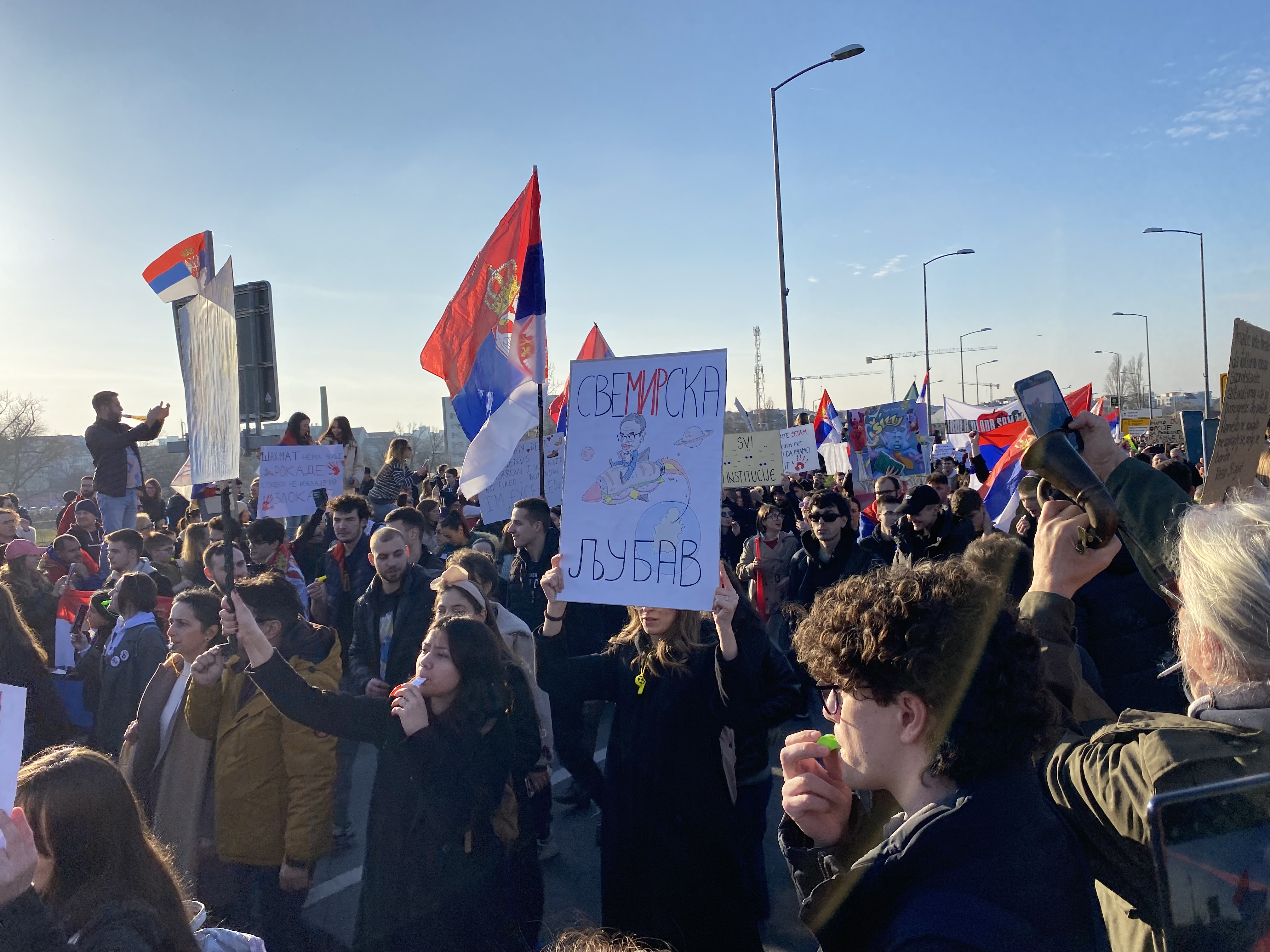
Demonstration i Novi Sad (1 februari 2025).
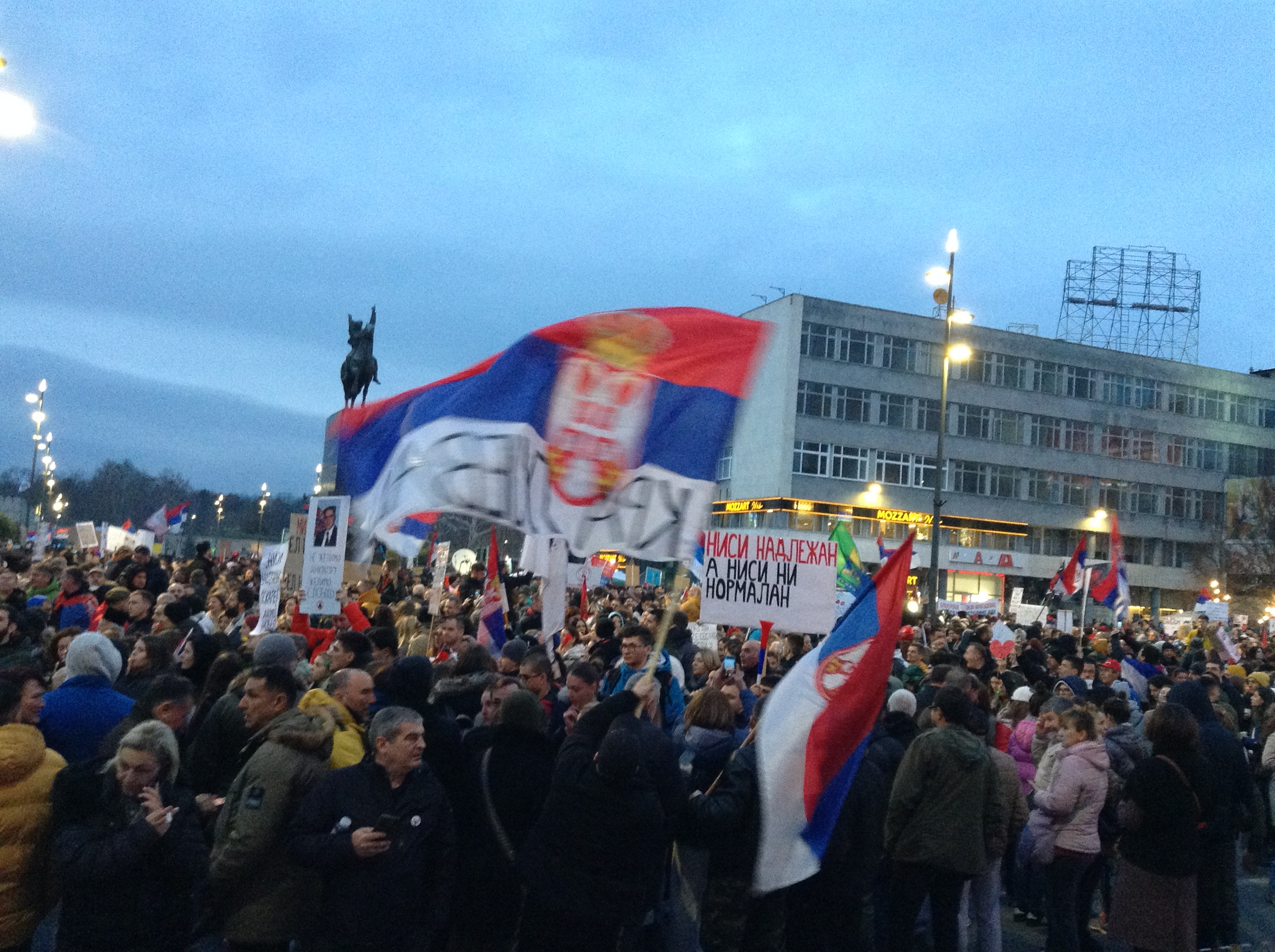
Demonstration i Niš (1 mars 2025).

## Referensenser
1. ↑  Dinev, Ivaylo (29 January 2025). ”The Student Revolt in Serbia: Vučić's Nemesis?” (på brittisk engelska). Zentrum für Osteuropa-und internationale Studien. https://www.zois-berlin.de/en/publications/zois-spotlight/the-student-revolt-in-serbia-vucics-nemesis.
2. ↑  Oltermann, Philip (22 december 2024). ”Serbian schools to close early for winter break amid anti-corruption protests” (på brittisk engelska). The Guardian. ISSN 0261-3077. https://www.theguardian.com/world/2024/dec/22/serbia-schools-closure-winter-holidays-protests-novi-sad. Läst 23 december 2024.
3. ↑  ”Serbia PM Milos Vucevic quits after months of mass protests” (på brittisk engelska). www.bbc.com. 28 januari 2025. https://www.bbc.com/news/articles/c1m5x1j3p2yo. Läst 21 april 2025.
4. ↑  ”Premiärminister avgår efter jätteprotester”. www.aftonbladet.se. 28 januari 2025. https://www.aftonbladet.se/nyheter/a/alk67M/efter-jatteprotester-regering-vantas-falla. Läst 21 april 2025.
5. ↑  ”Serbia's largest-ever rally sees 325,000 protest against government” (på brittisk engelska). www.bbc.com. 15 mars 2025. https://www.bbc.com/news/articles/cx2g8v32q30o. Läst 21 april 2025.
6. ↑  S. V. T. Nyheter (15 mars 2025). ”Omkring 300 000 deltog i massiv protest i Serbien”. SVT Nyheter. https://www.svt.se/nyheter/utrikes/efter-manader-av-protester-kan-bli-storsta-hittills. Läst 21 april 2025.
7. ↑  ”Pisac Vladimir Arsenijević ima važan savet za studente: Nemojte ponoviti ovu grešku generacije '68. i '96.” (på serbiska). Nova.rs. 17 December 2024. https://nova.rs/vesti/drustvo/studenti-treba-da-neguju-bes-i-ljutnju-pisac-vladimir-arsenijevic-veruje-da-je-potrebna-i-saradnja-sa-politickim-partijama/.
8. ↑  ”Niko nije ućutkao Sokrata, pa neće ni studente” (på serbiska). Danas.rs. 19 December 2024. https://www.danas.rs/dijalog/licni-stavovi/niko-nije-ucutkao-sokrata-pa-nece-ni-studente/.
9. 1 2  ”Pismo podrške studentima od alumnista lista "Student"” (på serbiska). Cnezolovka.rs. 31 January 2025. https://www.cenzolovka.rs/etika/pismo-podrske-studentima-od-alumnista-lista-student/.
10. ↑  ”Nema nove – za staru ste nam još dužni” (på serbiska). Jergovic.com. 24 January 2025. https://www.jergovic.com/petak-cetrnaesti/nema-nove-za-staru-ste-nam-jos-duzni/.
11. ↑  ”INTERVJU Dušan Kovačević: Zbog uroka ne učestvujem lično u protestima, dva puta sam doživeo fijasko i ne bih da sada baksuziram” (på serbiska). Danas.rs. 24 December 2024. https://www.danas.rs/kultura/intervju-dusan-kovacevic-zbog-uroka-ne-ucestvujem-licno-u-protestima-dva-puta-sam-doziveo-fijasko-i-ne-bih-da-sada-baksuziram/.
12. ↑  ”Vedranu Rudan pitali zašto ćuti o studentskim blokadama u Srbiji: Njen odgovor će odjeknuti” (på serbiska). Nova.rs. 21 December 2024. https://nova.rs/zabava/showbiz/vedrana-rudan-podrzala-studentske-blokade-u-srbiji/.
13. ↑  ”"Mile, sad ili nikad": Poruke književnice Jasminke Petrović na protestu podrške prosvetarima” (på serbiska). Nova.rs. 11 February 2025. https://n1info.rs/vesti/mile-sad-ili-nikad-poruke-knjizevnice-jasminke-petrovic-na-protestu-podrske-prosvetarima/.
14. ↑  ”Akademik Simović: Studenti su probudili Srbiju, Vučić je maneken šmirantske glume” (på serbiska). N1info.rs. 15 February 2025. https://n1info.rs/vesti/akademik-simovic-studeniti-su-probudili-srbiju-vucic-je-maneken-smirantske-glume/.
15. ↑  ”Dejan Stojiljković svoju nagradu "11. januar" dao studentima u Nišu – "predajem štafetu mladim borcima za slobodu"” (på serbiska). Juznevesti.com. 11 January 2025. https://www.juznevesti.com/drustvo/dejan-stojiljkovic-svoju-nagradu-11-januar-dao-studentima-u-nisu-predajem-stafetu-mladim-borcima-za-slobodu/.
16. ↑  ”Lojalisti i legalisti” (på serbiska). Radar.nova.rs. 21 January 2025. https://radar.nova.rs/misljenja/dragan-velikic-kolumna-za-radar-lojalisti/.
17. ↑  ”Studentski protest studentima” (på serbiska). Danas.rs. 26 December 2024. https://www.danas.rs/kolumna/marko-vidojkovic/studentski-protest-studentima/.
18. ↑  ”Kultura u blokadi: Nećemo učestvovati u predstavi koju vi režirate” (på serbiska). Vreme.com. 4 February 2024. https://vreme.com/kultura/kultura-u-blokadi-necemo-ucestvovati-u-predstavi-koju-vi-rezirate/.
19. ↑  Strahinja Nikolić (25 januari 2025). ”Novakova reakcija na poruku studenata govori više od hiljadu reči: Đoković se oglasio o protestima FOTO” (på serbiska). NOVA portal. https://nova.rs/sport/tenis/novak-djokovic-studenti-protesti-2025/. Läst 2 februari 2025.
20. ↑  Andrej Jakovljević (23 december 2024). ”Nikola Jović stao uz studente, jednom slikom rekao sve FOTO” (på serbiska). NOVA portal. https://nova.rs/sport/kosarka/nikola-jovic-studenti-slavija-blokada-protest/. Läst 2 februari 2025.
21. ↑  Nemanja Vasiljević (23 december 2024). ”Veliko iznenađenje za mnoge: Danica Crnogorčević podržala proteste FOTO” (på serbiska). NOVA portal. https://nova.rs/zabava/showbiz/danica-crnogorcevic-podrzala-proteste/. Läst 2 februari 2025.
22. ↑  ”Instagram”. www.instagram.com. https://www.instagram.com/p/DE9U25woRRA/?igsh=MWo5YXV5c3RnZ21uaw==. Läst 16 mars 2025.
23. ↑  ”Srđan Dragojević podržao studente: Drago mi je što su ovi mladi ljudi krenuli putem direktne demokratije - Kultura - Dnevni list Danas” (på serbiska). 27 januari 2025. https://www.danas.rs/kultura/srdjan-dragojevic-podrzao-studente-drago-mi-je-sto-su-ovi-mladi-ljudi-krenuli-putem-direktne-demokratije/. Läst 2 februari 2025.